# Hemelrijken (Eindhoven)
Hemelrijken is een buurt in het stadsdeel Woensel-Zuid in de stad Eindhoven, in de Nederlandse provincie Noord-Brabant. De buurt ligt ten noorden van Eindhoven Centrum binnen de ring. De buurt behoort tot de wijk Oud-Woensel. Op 1 januari 2023 telde de buurt 4.230 inwoners, verdeeld over 2.035 woningen, met een gemiddelde WOZ-waarde van € 279.000, op een oppervlakte van 0,37 km².
De buurt Hemelrijken ligt tussen de Boschdijk, de Ring, de Woenselse Markt en de Kruisstraat. Hemelrijken is een impulsbuurt van Eindhoven en was voorheen het domein van de straatprostitutie die onder burgemeester Sakkers naar de Achtseweg-Zuid is verhuisd.
De wijk kent twee Willem Dreesstraten, een vanaf de Kruisstraat en een vanaf Nieuw Fellenoord. Beide straten lopen dood doordat de Dr. Willem Dreesstraat ter hoogte van huisnummer 9 en huisnummer 11 onderbroken wordt door een tuin die toebehoort aan een woning gelegen aan de Houtstraat.

## Vredesplein e.o.

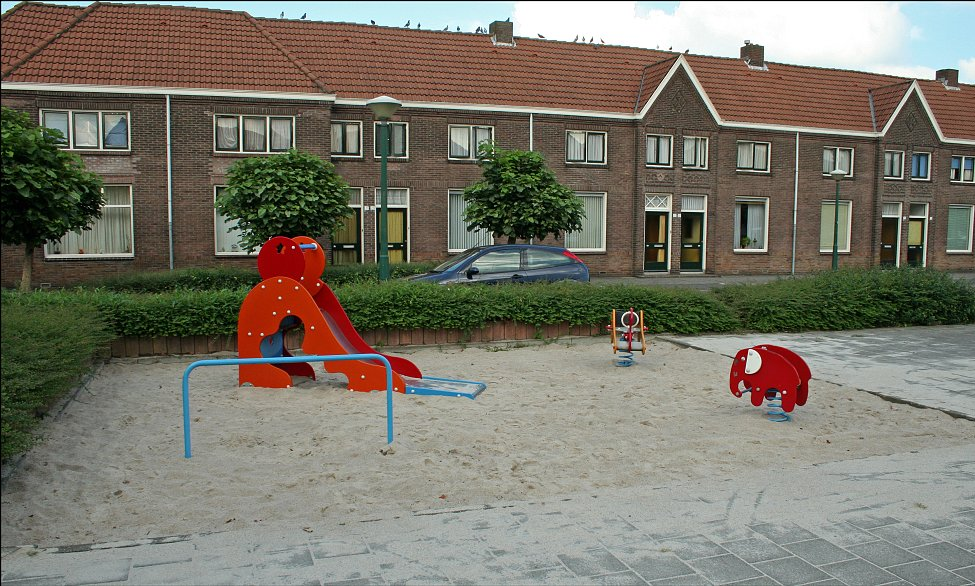
Het Vredesplein 2008

Het gebied Vredesplein is vernoemd naar het centrale plein en ligt tussen de Woenselse Markt, de Kronenhoefstraat, Boschdijk, Van Brakelstraat en de Van Kinsbergenstraat. Het bestaat uit circa 400 vooroorlogse woningen die vanaf 1914 zijn gebouwd om de groeiende Eindhovense bevolking te huisvesten. Het uitbreidingsplan voor Groot Eindhoven uit 1918 is van de hand van Cuypers en Kooken. De Ringweg ter hoogte van de Kronehoefstraat vormde de noordelijke omsluiting. De eerste planmatige uitbreiding in de vorm van sociale woningbouw werd in 1918 door de ‘Vereeniging Volkshuisvesting’ rond het Vredesplein gerealiseerd. De volgende uitbreiding, tussen 1922 en 1924, in het noordoosten van het gebied werd door de woningbouwvereniging ‘Helpt Uzelf door Samenwerking’ uitgevoerd. Van deze vroege sociale woningbouw is alleen buurt rond het Vredesplein nog aanwezig. De rest heeft als gevolg van renovatie aan authenticiteit verloren.
Over de wijk Hemelrijken verscheen in 2007 het kritische analyserapport "Oud Woensel een wijk met perspectief". Een bundeling interviews met creatieve bewoners als o.a. Domien Coppelmans, Marc Koppen (van Scherp Ontwerp en Stuurbaard Bakkebaard), Denvis Grotenhuis, Hansz Deijnen (Beef), Eric van de Lest / Minyeshu, Onno Kortland (van Stuurbaard Bakkebaard), Darko Groenhagen, Johan Vlemmix, Henck van Dijck en Theo Maassen. De vele creatieve uitkomsten en visies in deze bundel worden eerder genegeerd dan gevolgd, wat onder het mom van burgerparticipatie door bouwambtenaren opmerkelijk is.
De omgeving van het Vredesplein wordt vanaf 2012 in 5 fasen vernieuwd. Hiervoor worden de ruim 400 woningen gesloopt, waar nieuwbouw, huur en koop, voor in de plaats komt. De nieuwbouwwoningen worden gerealiseerd voor huidige bewoners die willen terugkeren en nieuwe bewoners. Het nieuwbouwproject wordt in samenspraak met de bewoners gerealiseerd.

## Foto's

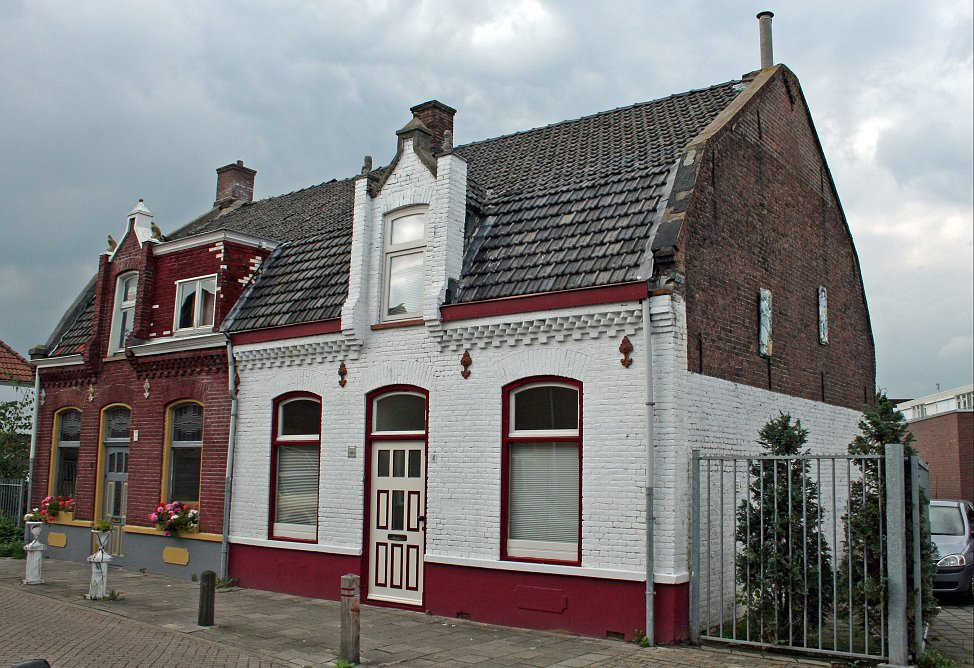
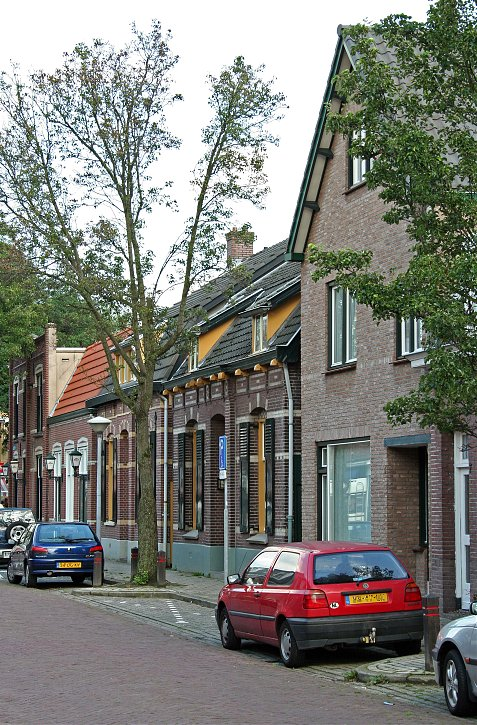
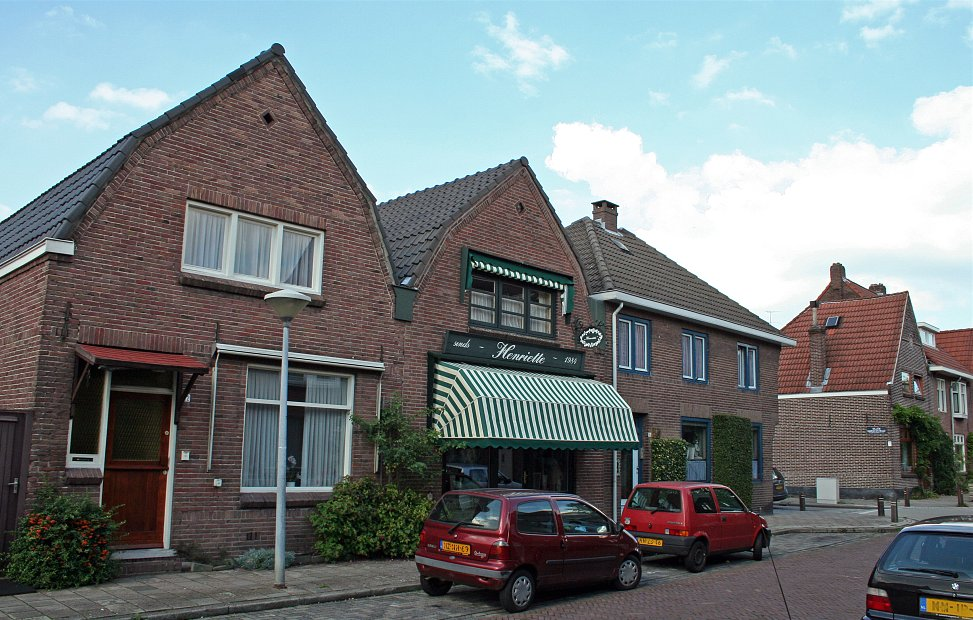
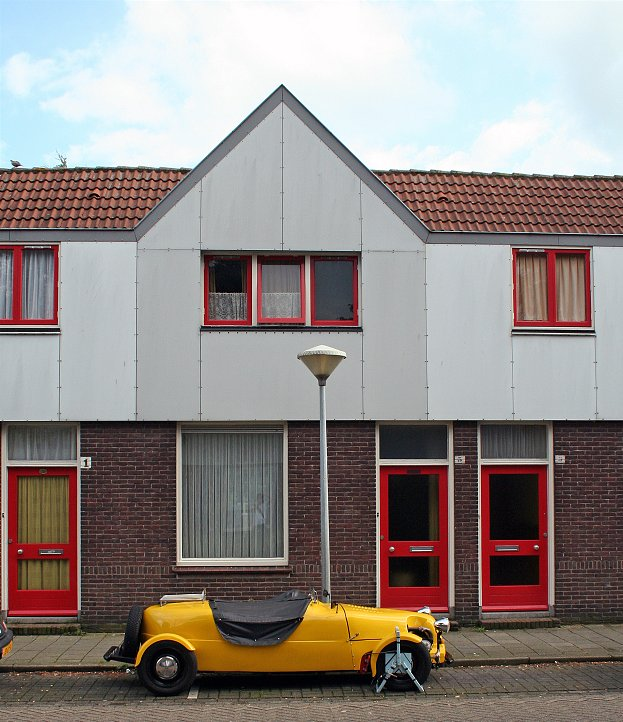
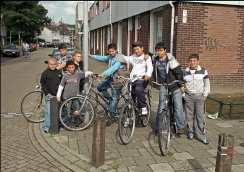
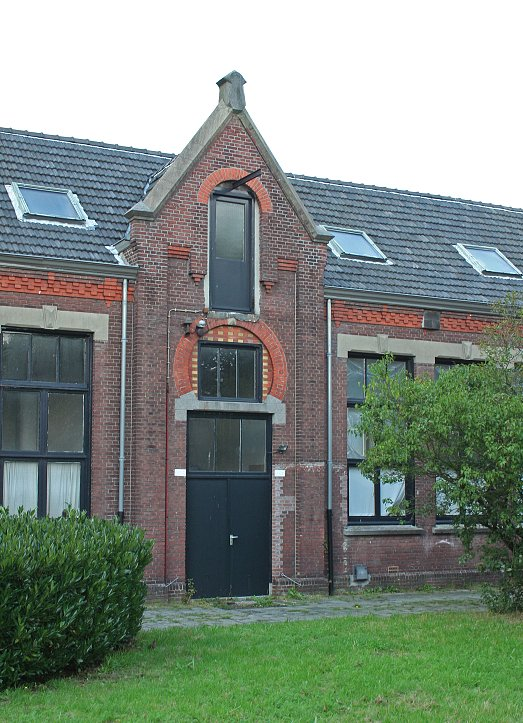
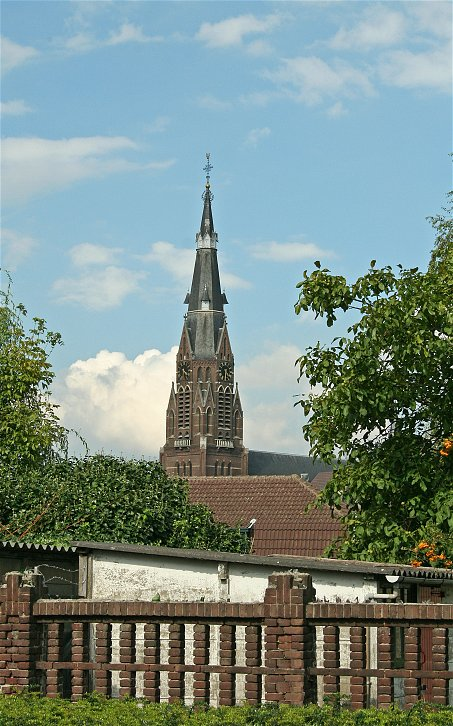
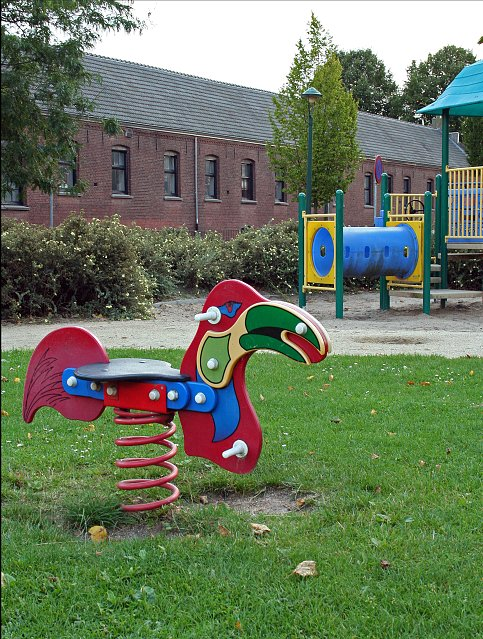
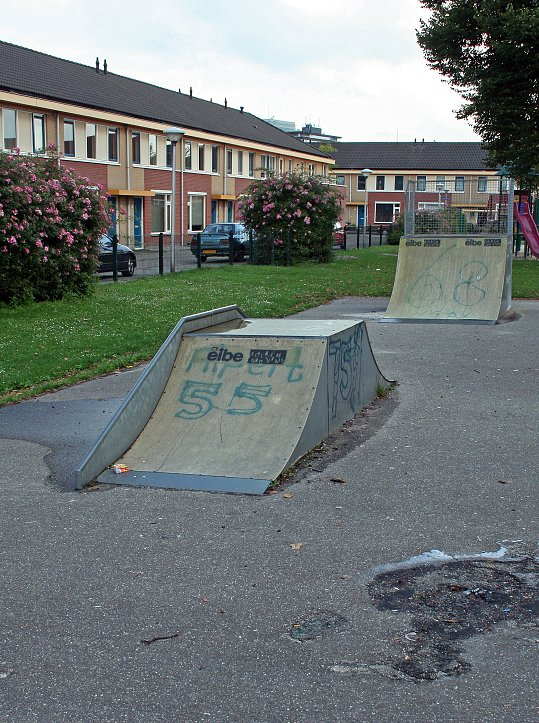
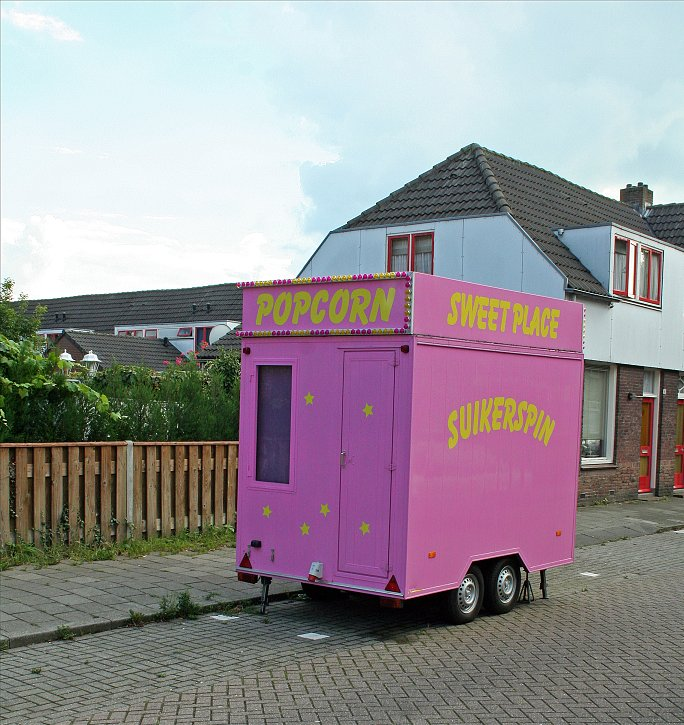
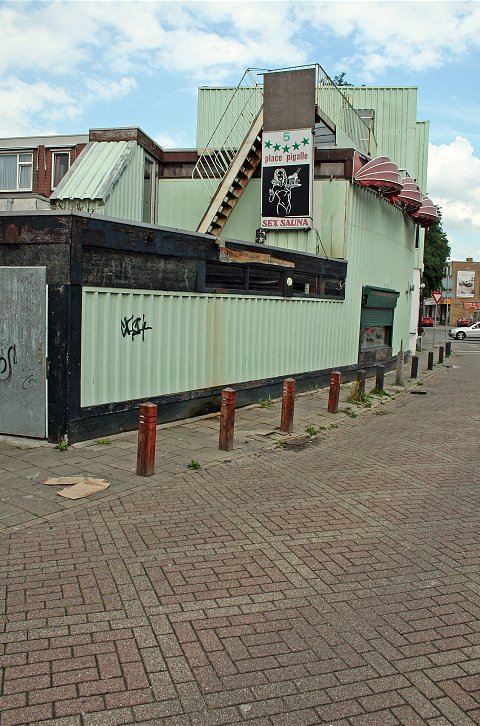